# テキーラの古い産業施設群とリュウゼツランの景観
「テキーラの古い産業施設群とリュウゼツランの景観」はメキシコの世界遺産のひとつ。メキシコの特産品であるリュウゼツランから造られる蒸留酒は、ハリスコ州テキーラ市周辺の限られた原料・製法で作られたもののみをテキーラ、それ以外のものをメスカルと呼んで区別する。世界遺産に登録されているのは、テキーラの原料となるリュウゼツランの一種（テキラリュウゼツラン、Agave tequilana Weber var. azul）の栽培地や醸造所群が中心となっている。

## 歴史
テキラリュウゼツランは、3500年前にはこの地に自生していたものと見なされている。テウチトラン文化期にこの地に住んでいた先住民たちは、リュウゼツランの様々な部位を、縄や織物、建材などとして活用した。そして何よりも、その絞り汁を発酵させた飲料（プルケ）を製造するのに用いていた。
16世紀になるとスペイン人のコンキスタドールたちが入植し、フランシスコ会士たちの手によって、この地方の最初の植民都市サンティアゴ・デ・テキーラも建造された。
スペイン人たちは、手持ちのブランデーが尽きると、リュウゼツランの発酵飲料を蒸留し、新大陸で最初の土着原料による蒸留酒を製造した。
その80年ほど後に当たる1600年ころになると、アルタミラ侯ペドロ・サンチェス・デ・タグレ（Pedro Sánchez de Tagle、「テキーラの父」ともいう）が、現ハリスコ州内で、最初の工場を作り、テキーラの生産に着手した。1608年までには、ヌエバ・ガリシア（Nueva Galicia）の総督が、これに税金をかけるようになり、その税収は総督府に大きな富をもたらした。ただし、これは史実上の人物の生存年代と大きく食い違うため、ペドロ・サンチェス・デ・タグレを「テキーラの父」と呼ぶのは伝説に過ぎないと見られる。
18世紀になると、農園の中に、現存する施設群が建設され、生産量・需要量とも増大していった。19世紀になると、鉄道網の整備に助けられて、他の地方でのリュウゼツラン蒸留酒が他の地域でも製造されるようになった。こうして広い意味でのテキーラは、19世紀後半には、地域の特産品からメキシコの国民的製品となり、さらには国際的にも認知されるようになっていった。

## 登録対象
この物件の登録対象は多岐にわたる。

### リュウゼツランの栽培地

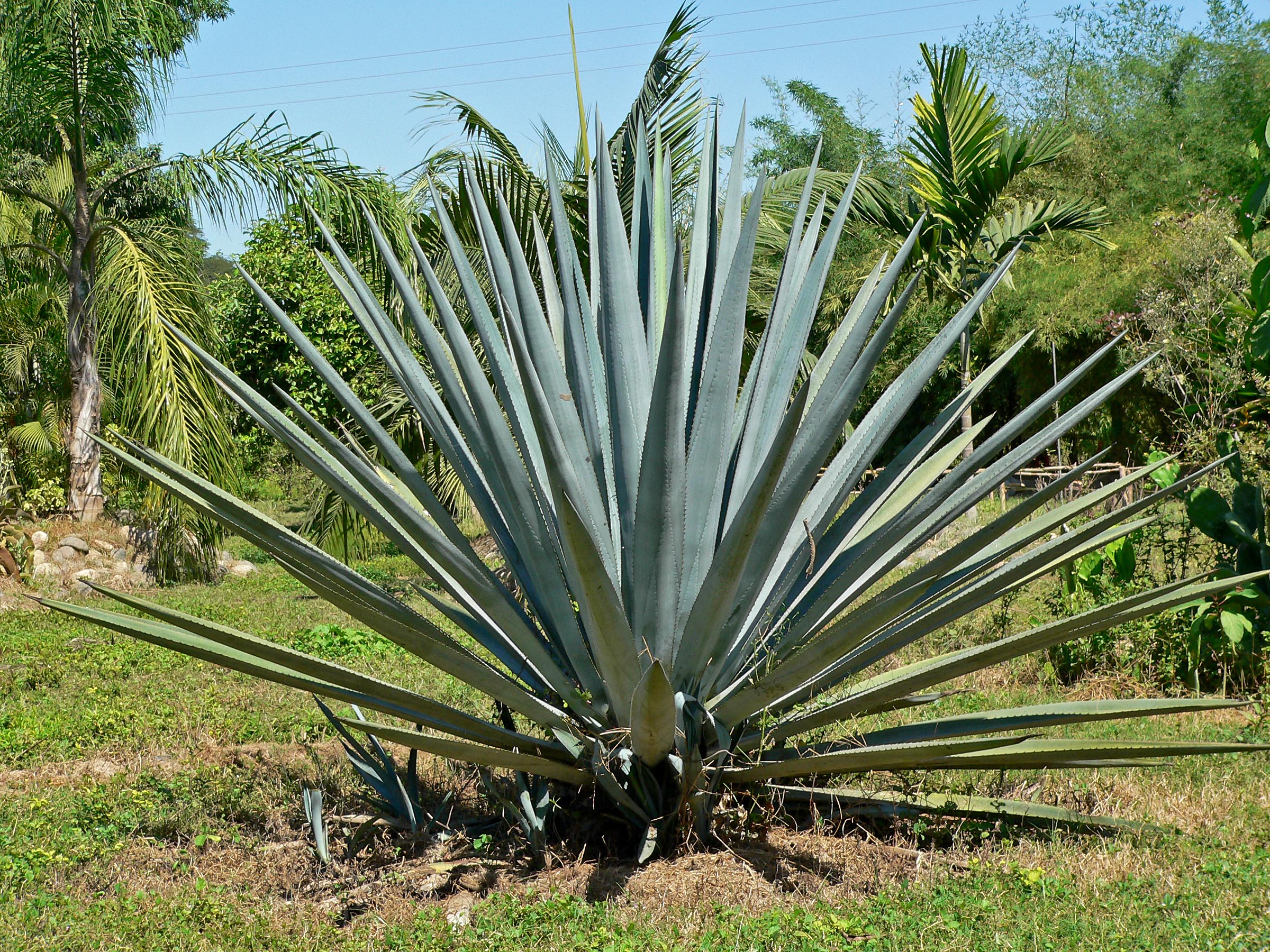
ハリスコ州内の農園に生えるテキラリュウゼツラン

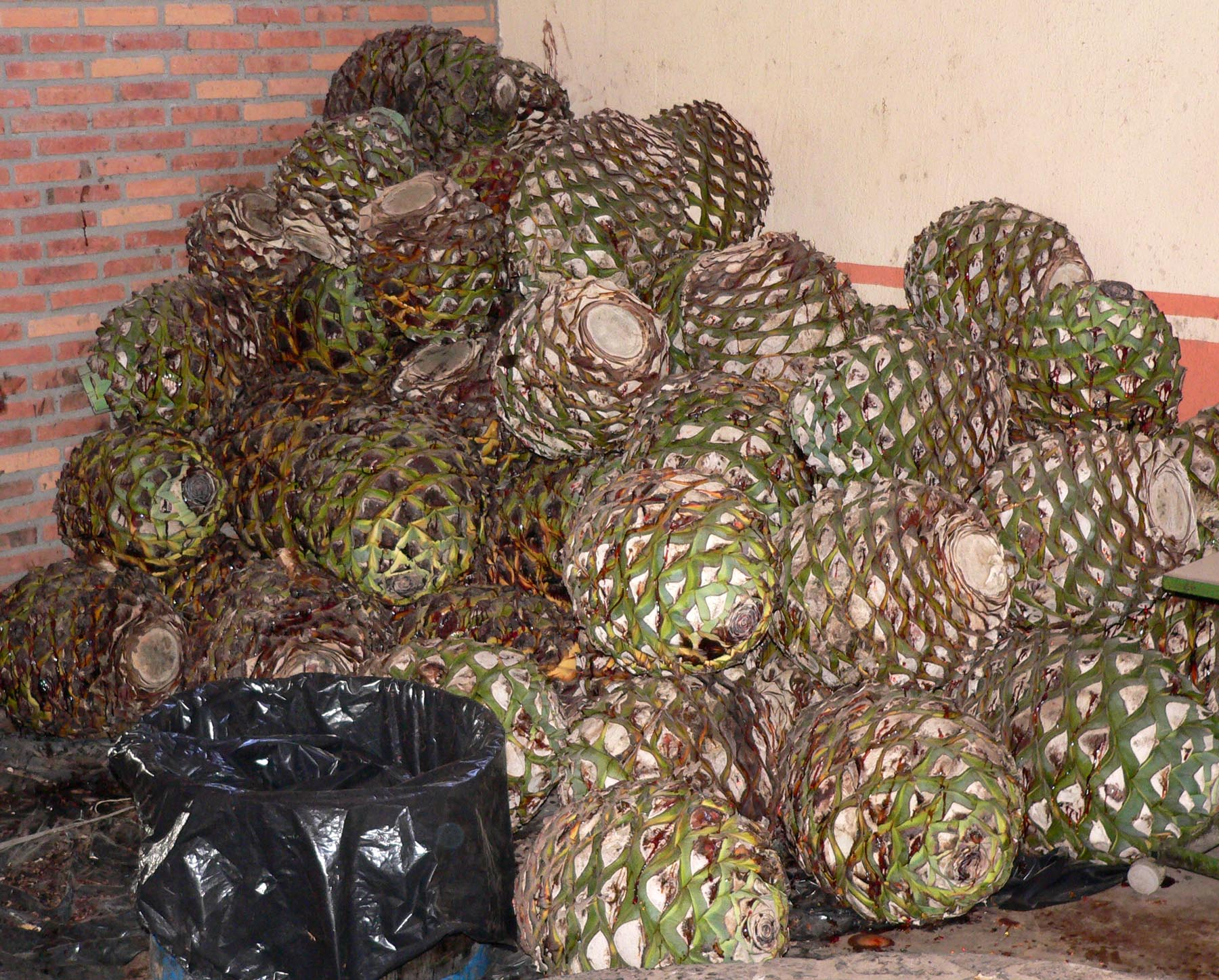
テキラリュウゼツランの芯

リュウゼツランのうち、テキーラの原料となるテキラリュウゼツランの野は、テキーラ山からリオ・グランデ・デ・サンティアゴ川の渓谷までの標高 2,000 m 前後に広がっている。もともとテキラリュウゼツランはリオ・グランデに自生していたようだが、現在は野生種は絶滅しており、テキーラ用に栽培される形で残っている。

### 醸造所と工場
登録対象には、テキーラ市や近隣市の様々な醸造所が含まれている。多くは18世紀から20世紀前半に建てられたもので、稼動を停止し展示館などに転用されているものがある一方で、現在でも稼動しているものもある。伝統的な建造物群の多くには、日干しレンガや漆喰などが用いられており、新古典主義様式やバロック様式の装飾が施された建物もある。

#### 稼動していない施設群
工場設備が現存するものや、住宅などの一部が現存するもの、遺跡として残っているものなどがある。
- テキーラ市の施設
  - サンタ・アナ農園（Hacienda of Santa Ana）
  - サン・マルティン・デ・カナス農園（Hacienda of San Martin de Canas）
  - サン・フアン・デ・ディオス・デ・ラス・チョレラス農園（Hacienda of San Juan de Dios de las Chorreras）
  - エスタンシタ農園（Hacienda of la Estancita）
  - サン・ニコラス・デ・ロス・サンドバレス農場（Rancho San Nicolas de los Sandovales）
  - サンタ・テレサ農園（Hacienda de Santa Teresa）
  - ラ・カステジャナとラ・モラの工場（Factory of la Castellana and la Morra）
- エル・アレナル（英語版）市の施設
  - ラ・プロビデンシア農園（Hacienda la providencia）
  - ラ・パレナ農園（Hacienda La parrena）
  - ラ・カラベラ農園（Hacienda de La Calavera）
  - サンタ・キテリア農園（Hacienda de Santa Quiteria）
- アマティタン（英語版）市の施設
  - サン・アントニオ農園（Hacienda de San Antonio）
- マグダレナ（英語版）市の施設
  - ウィツィラパ農園（Hacienda of Huitzilapa）

#### 稼動中の施設群
- テキーラ市の施設

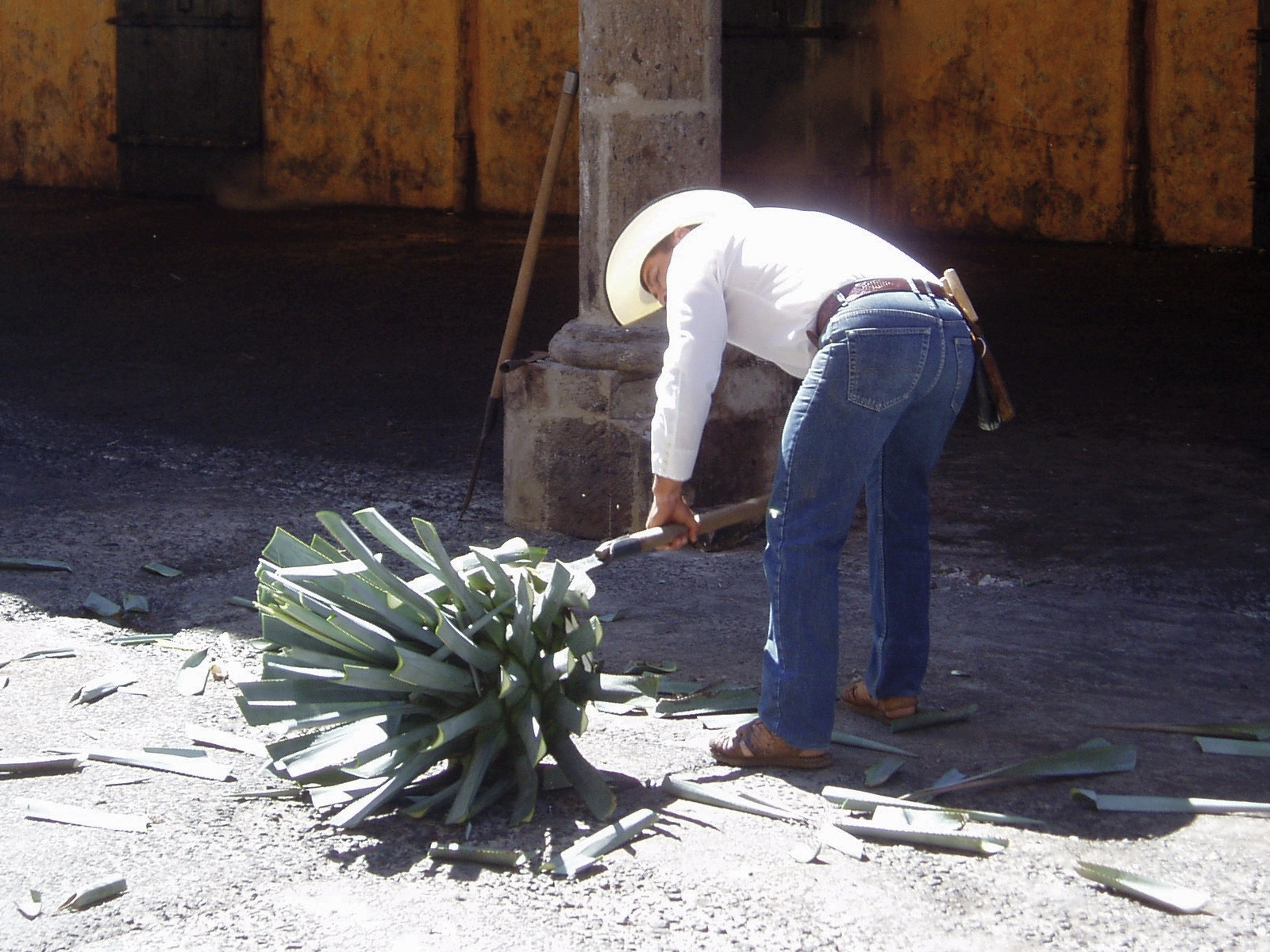
ホセ・クエルボのヒマドール（刈取人）

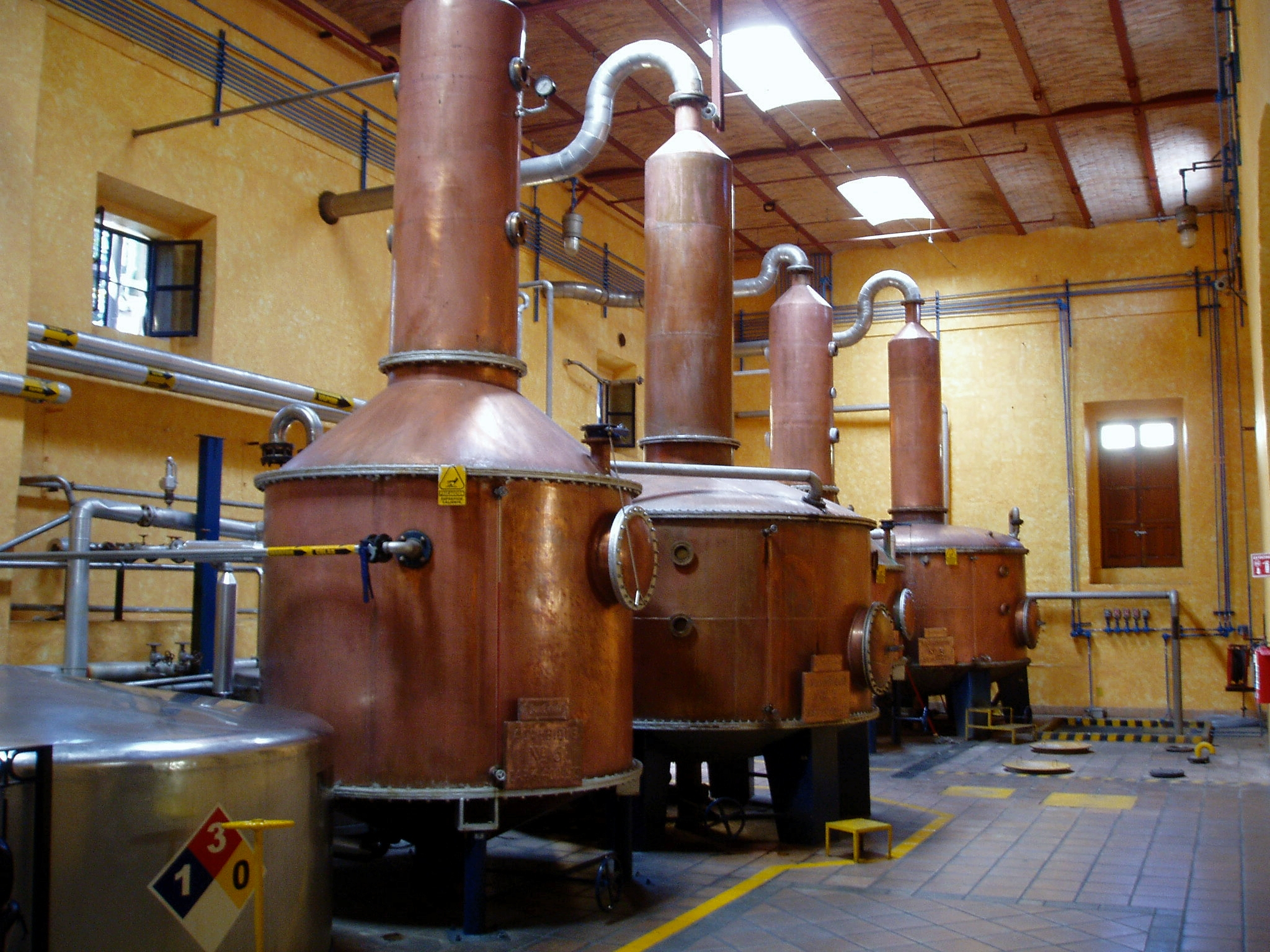
ホセ・クエルボの銅製蒸留器

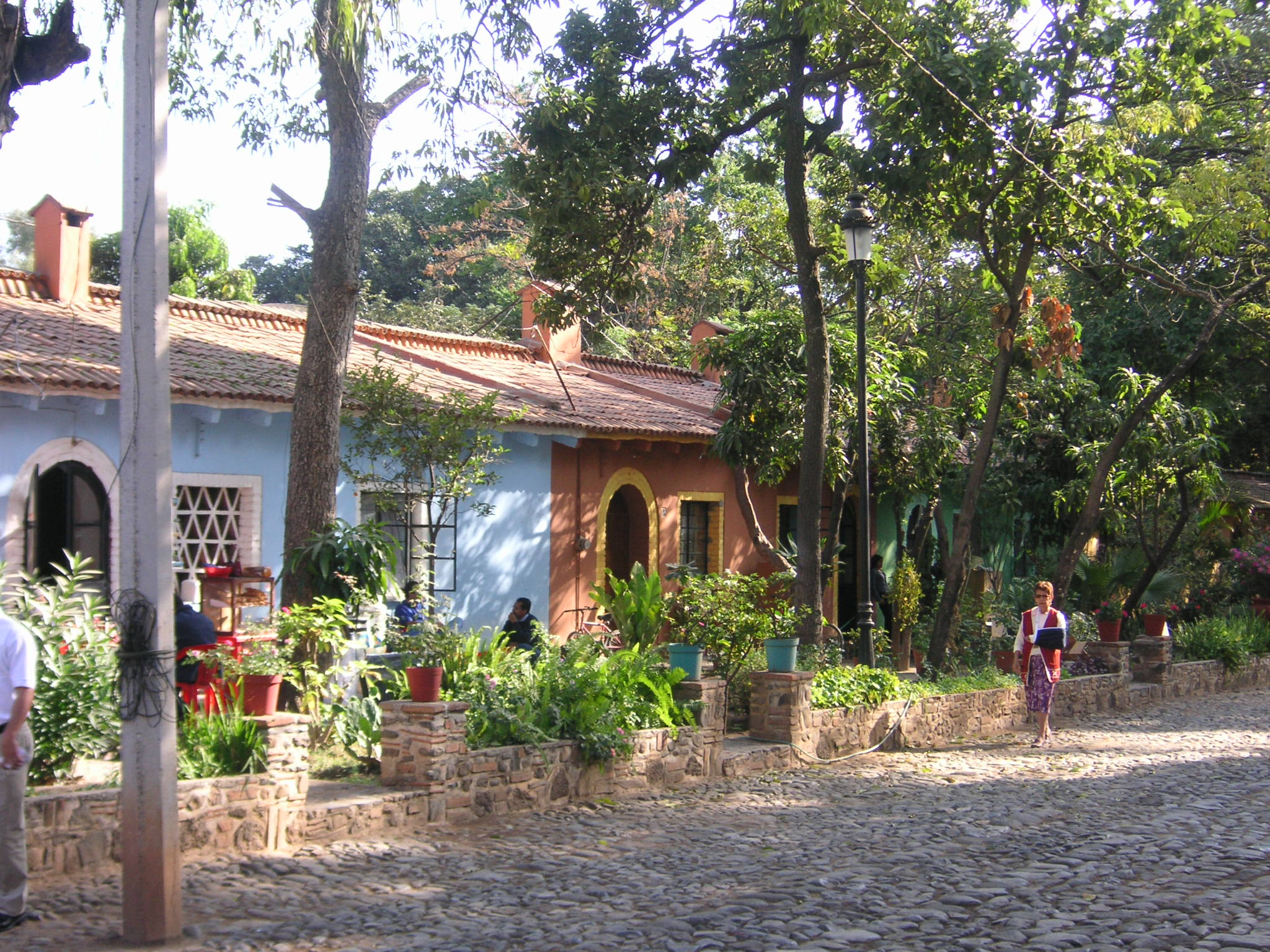
ハリスコ州内の醸造所の伝統的な労働者住宅（世界遺産登録対象外の醸造所。参考画像）

  - ラ・ロヘナ醸造所（Distillery of La Rojena）
  - ホセ・クエルボ酒場[8]（Taberna of José Cuervo） - ラ・ロヘナ醸造所に隣接し、現在は博物館になっている。
  - ビジャ・サウサ醸造所（Distillery Villa Sauza）
  - ラ・コフラディア醸造所（Distillery La Cofradia）
  - エル・マルティネノ醸造所（El Martineno Distillery）
- アマティタン市の施設
  - サン・ホセ・デル・レフヒオ農園（Hacienda de San José del Refugio）
- エル・アレナル市の施設
  - ラ・エスコンディダ醸造所（Distillery of La Escondida）

以上のうち、規模や現存する施設群などの観点から特に重要なものは、テキーラ市のラ・ロヘナ醸造所とアマティタン市のサン・ホセ・デル・レフヒオ農園である。

### タベルナ
タベルナ（Tabernas）は、スペイン語で酒場の意味だが、ここでは、かつてアルコール規制が行われた時代にテキーラを密造していた施設を指している。登録対象は2件で、ともにアマティタン市の施設である。
- ロス・テペタテス酒場（Taberna de Los Tepetates）
- ラ・コフラディア農園酒場（Taberna de Rancho de la Cofradia）

### 街並み
テキーラ、エル・アレナル、アマティタンの3つの街並みも登録対象となっている。伝統的な街並みというだけでなく、エル・アレナルとアマティタンには、建築家ルイス・バラガンが1940年代に手を加えた教会堂が存在している。

### テウチトラン文化の遺跡

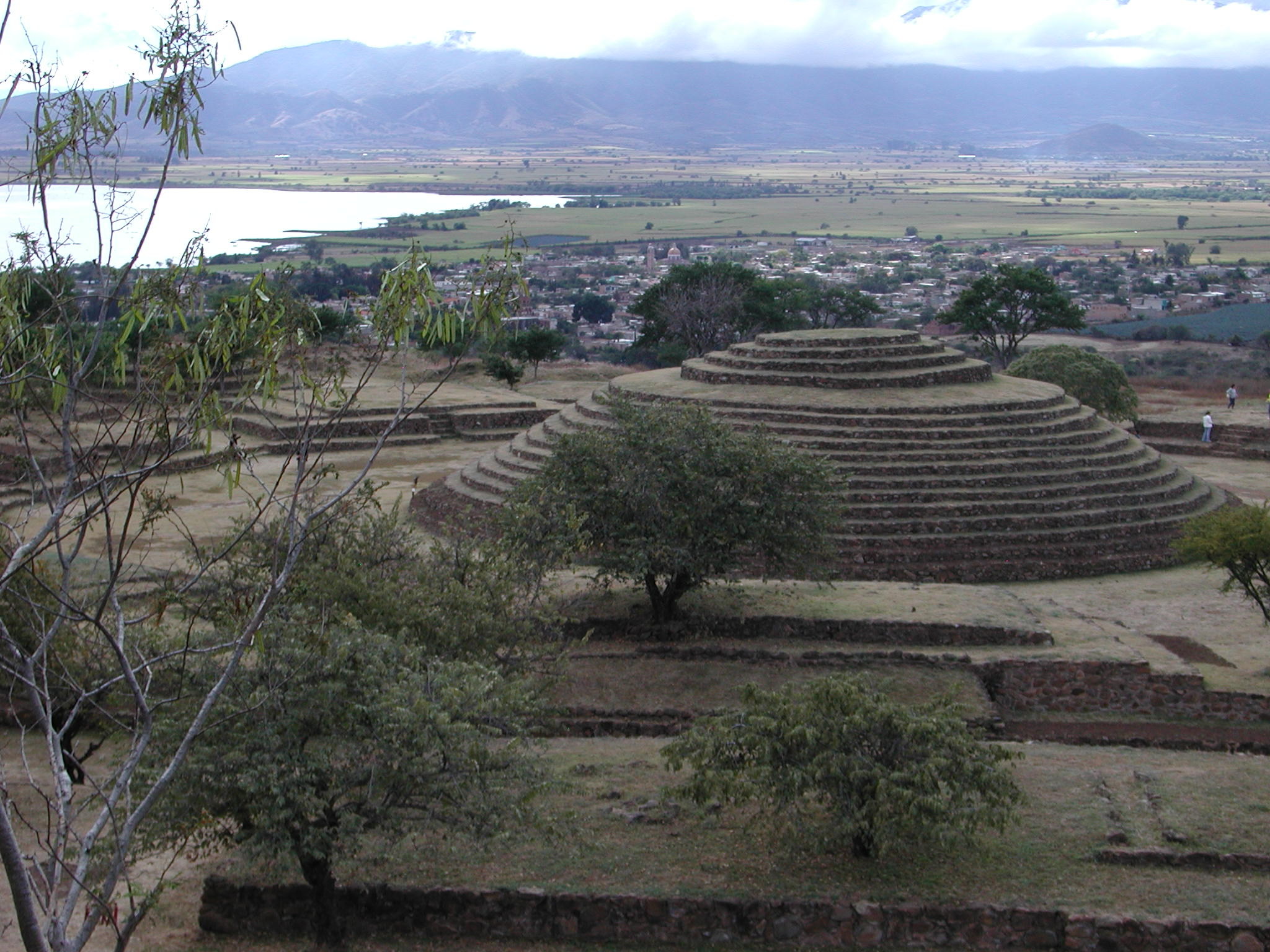
グアチモントネス遺跡

テキーラの醸造に直接関わるものではないが、世界遺産にはスペイン人の入植以前の遺跡群も登録されている。登録されているのは、テウチトラン文化期（西暦200年頃 - 900年頃）のものである。テキーラ地方では、この時期の神殿、祭祀場、住居などの遺構が発見されており、以下の遺跡が登録対象になっている。
- グアチモントネス遺跡（英語版）（Guachimontones/Huachimontones） - メソアメリカ文明屈指の円形ピラミッドが残る。
- ウィツィラパ＝マグダレナ遺跡（Huitzilapa-Magdalena）
- サンタ・キテリア＝アレナル遺跡（Santa Quiteria-Arenal）
- ラス・ピラス＝エル・アレナル遺跡（Las Pilas-El Arenal）

## 登録
世界遺産の暫定リストに登録されたのは2001年11月のことで、2004年に正式に推薦された。世界遺産委員会の諮問機関である国際記念物遺跡会議（ICOMOS）は、現地調査を踏まえて「登録」を勧告し、2006年の世界遺産委員会で正式に登録された。

### 登録名
世界遺産としての正式登録名は、Agave Landscape and Ancient Industrial Facilities of Tequila（英語）、Paysage d'agaves et anciennes installations industrielles de Tequila（フランス語）である。その日本語訳は資料によって以下のような違いがある。
- リュウゼツラン景観と古代テキーラ産業施設群（日本ユネスコ協会連盟）[12]
- リュウゼツランの景観とテキーラ村の古式産業施設群（世界遺産アカデミー）[13]
  - 世界遺産アカデミーはかつて「アガヴェのある景観とテキーラ酒の旧来の醸造工場群」と訳していた[6]。
- テキーラ（地方）のリュウゼツランの景観と古代産業設備（古田陽久 古田真美）[14]
- リュウゼツラン景観とテキーラ産業施設群（世界遺産なるほど地図帳）[15]
- テキーラの竜舌蘭景観と古代の蒸留施設（なるほど知図帳）[16]

### 登録基準
この世界遺産は世界遺産登録基準のうち、以下の条件を満たし、登録された（以下の基準は世界遺産センター公表の登録基準からの翻訳、引用である）。
- (2) ある期間を通じてまたはある文化圏において、建築、技術、記念碑的芸術、都市計画、景観デザインの発展に関し、人類の価値の重要な交流を示すもの。
- (4) 人類の歴史上重要な時代を例証する建築様式、建築物群、技術の集積または景観の優れた例。
- (5) ある文化（または複数の文化）を代表する伝統的集落、あるいは陸上ないし海上利用の際立った例。もしくは特に不可逆的な変化の中で存続が危ぶまれている人と環境の関わりあいの際立った例。
- (6) 顕著で普遍的な意義を有する出来事、現存する伝統、思想、信仰または芸術的、文学的作品と直接にまたは明白に関連するもの（この基準は他の基準と組み合わせて用いるのが望ましいと世界遺産委員会は考えている）。

登録に当たっては、リュウゼツランの茂る景観がスペイン人入植以前から先住民たちの生活と結びついてきた文化的景観をなしていること、アメリカ先住民の伝統とヨーロッパの技術の融合によって生まれたテキーラ酒の歴史的意義、テキーラがメキシコの代表的飲料のひとつとして国際的に知られ、音楽や映画などへの様々な文化的影響を及ぼしたことなど、多面的に評価された。